# Bernard Lebas
Bernard Lebas, né le 9 septembre 1929 à Valence-d'Agen et mort le 19 septembre 2006 à Nice, est un homme politique français.

## Biographie
Bernard Lebas est élu député de la 22e circonscription du Nord en juin 1968.
Élu maire de Jeumont (Nord) en mars 1971 et réélu en mars 1977, Bernard Lebas démissionne de ses fonctions en février 1982

## Distinctions
- Chevalier de la Légion d'honneur
- Chevalier de l'ordre national du Mérite
- Chevalier de l'ordre des Palmes académiques
- Médaille de la jeunesse, des sports et de l'engagement associatif, bronze